# Botoszany
Botoszany (rum. Botoșani, rumuńska wymowa /botoˈʃanʲ/) – miasto w północnej części historycznej Mołdawii w Rumunii, siedziba władz okręgu Botoszany.

## Dane ogólne
- Liczba ludności: 90 010 (2021)[1]
- Gęstość zaludnienia: 2902 os./km²
- Powierzchnia: 41,35 km²

W mieście rozwinął się przemysł włókienniczy, odzieżowy, spożywcz, meblarski, metalowy.

## Historia
Botoszany są wzmiankowane w dokumentach po raz pierwszy w XV wieku jako miejsce organizowania jarmarków. W mieście hospodarowie mołdawscy, począwszy od Stefana Wielkiego budowali swe dwory, jednak nie pozostał po nich żaden ślad. Nazwa miejscowości pojawiała się w kronikach Mirona Costina i Iona Neculce. W początkach XX wieku miasto rozwinęło się gospodarczo, stając się ważnym ośrodkiem gospodarczo-kulturalnym, w regionie ustępującym wielkością tylko Jassom. 6 września 1991 otwarto pierwszą linię tramwajową.
Obecnie merem miasta jest Cătălin Mugurel Flutur z Narodowej Partii Liberalnej.

## Galeria

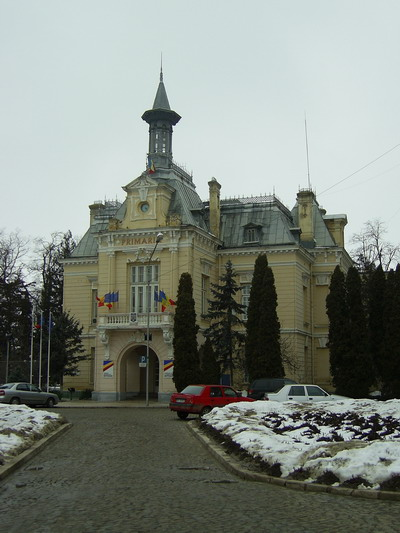
Ratusz w Botoszanach

## Zabytki
- kościół z XIV wieku
- kościół z XVI wieku

## Miasta partnerskie
- Brześć
- Laval